# Yunquera
Yunquera è un comune spagnolo di 2 841 abitanti (2022) situato nella comunità autonoma dell'Andalusia.